# أليكس ميتشان
أليكس ميتشان (بالإنجليزية: Alex Meechan)‏ (29 يناير 1980 في المملكة المتحدة - ) هو لاعب كرة قدم بريطاني في مركز الوسط. لعب مع سويندون تاون وفوريست غرين ونادي بريستول سيتي ونادي هاروجيت تاون ونادي يورك سيتي ويوفل تاون ونادي تشستر سيتي ونادي هاليفاكس تاون ونادي ويتون ألبيون ونادي ستاليبريدج سيلتيك وتيلفورد يونايتد ونادي بارو ونادي ألترينتشام ونادي ووستر سيتي وليه جنيسيس ‏ وColwyn Bay F.C. ‏ وداغنهام وريدبريدج وDroylsden F.C. ‏.

## وصلات خارجية
- أليكس ميتشان على موقع قاعدة بيانات كرة القدم.إي يو (الإنجليزية)
- أليكس ميتشان على موقع Soccerbase.com (لاعب) (الإنجليزية)